# معترف عموما بأنه آمن
المعترف به عمومًا بأنه آمن (GRAS) هو تصنيف من منظمة الغذاء والدواء الأمريكية بأن مادة كيميائية أو مادة مضافة إلى الطعام تعتبر آمنة من قبل الخبراء، وبذلك يتم إعفاؤها من متطلبات القانون الفيدرالي للأغذية والأدوية ومستحضرات التجميل. وتم وصف مفهوم المضافات الغذائية «المعترف بها عموما بأنها آمنة» لأول مرة في التعديل الإضافي للأغذية لعام 1958، وجميع الإضافات التي أدخلت بعد هذا الوقت لابد من تقييمها بمقاييس جديدة.